# Reinaldo Merlo
Reinaldo Carlos Merlo, né le 20 mai 1950, est un joueur et entraîneur de football argentin.

## Carrière
Surnommé Mostaza pour sa chevelure blonde Merlo joue toute sa carrière au Club Atlético River Plate en tant que milieu défensif. Il remporte de nombreux championnat d'Argentine sous la direction d'Ángel Labruna entre 1975 et 1981, puis Juan José López et Norberto Alonso.
Merlo est un des piliers défensifs de cette équipe, avec le gardien de but Ubaldo Fillol et le défenseur Daniel Passarella. River, cependant, recrute plusieurs fois des joueurs à son poste, comme Ramiro Pérez, Chamaco Rodríguez, Della Savia, Cierra, Carranza, Pitarch, de los Santos et Américo Gallego, le seul à avoir réussi à prendre la place de Merlo. Avant de terminer sa carrière sportive, Merlo cornaque un jeune joueur, Néstor Gorosito.
Merlo compte plus de 500 apparitions avec River Plate, dont 42 en Superclásico, un record. Il remporte sept titres avec le club de Buenos Aires.

## Carrière d'entraîneur
Après sa carrière de joueur, Merlo se reconvertit comme entraîneur. Il se forme et accepte d'entraîner plusieurs équipes modestes avant de se voir offrir le poste d'entraîneur de River Plate en 1989, en tandem avec Alonso. Merlo et Alonso sont remerciés à mi-saison par le nouveau président Davicce, qui avait promis au cours de l'élection la nomination de Daniel Passarella ; l'équipe remporte en fin d'année le championnat, un succès dont Merlo n'est pas étranger aux yeux des observateurs.
En 1999, Merlo dirige l'Atlético Nacional en Colombie ; malgré de bons résultats, ses choix sportifs sont impopulaires et il démissionne finalement après la première moitié de la saison. Son remplaçant Luis Fernando Suarez remporte le championnat.
En 2001, Merlo remporte avec le Racing Club le championnat d'ouverture d'Argentine, le premier titre national du club depuis 35 ans. Sa sérénité apparente et son insistance à prendre les matchs les uns après les autres lui valent le surnom de "paso a paso" (pas à pas).
Merlo se voit offrir le banc d'Estudiantes de La Plata après le départ de Carlos Bilardo en 2004. Il rétablit une situation sportive difficile et termine le tournoi d'ouverture 2004 et le tournoi de fermeture 2005 à la 4e place. Il démissionne en août 2005 et retrouve River Plate quelques semaines plus tard à la place de Leonardo Astrada.
Le 9 janvier 2006, après une première campagne relativement décevante, il démissionne et laisse la place à Passarella. Il semble que Marcelo Gallardo lui ai exprimé directement la défiance du vestiaire à son égard, provoquant le départ soudain de son entraîneur
Merlo fait ensuite des passages au Racing Club de Avellaneda et au Barcelona Sporting Club en Équateur, sans retrouver le succès,.
En 2009, il dirige Rosario Central mais quitte le club après quelques semaines seulement, du fait de problèmes relationnels avec Ezequiel González.
En février 2013, Merlo retrouve un poste de manager au CA Douglas Haig, en Primera B Nacional.

## Palmarès

### Joueur
River Plate
- Championnat d'Argentine (7) : Metropolitano 1975, Nacional 1975, Metropolitano 1977, Metropolitano 1979, Nacional 1979, Metropolitano 1980, Nacional 1981

### Manager
Racing Club
- Championnat d'Argentine (1) : Apertura 2001